# 2S1
Die 2S1 Gwosdika (GRAU-Index, russisch 2С1 Гвоздика Nelke „Nelke“) ist eine in der Sowjetunion Ende der 1960er-Jahre entwickelte 122-mm-Panzerhaubitze. Von der NATO erhielt sie zunächst die vorläufigen Bezeichnungen SO-122 bzw. M1974, da sie erstmals 1974 beobachtet wurde.

## Entwicklung
Mitte 1967 forderte die Sowjetarmee ein selbstfahrendes Geschütz, welche die aus dem Zweiten Weltkrieg stammenden Sturmgeschütze SU-122 und Selbstfahrlafetten ISU-122 ersetzen soll. Die neue Selbstfahrlafette sollte auf einem Gefechtsfeld mit CBRN-Waffen den Motorisierten Infanteriedivisionen bei ihrem Vorrücken folgen können. Daraufhin erteilte die Hauptverwaltung für Raketen und Artillerie (GRAU) einen Entwicklungsauftrag an die Industrie. Die Entwicklung des Kettenfahrgestells erfolgte bei Uralmasch. Dabei griffen die Konstrukteure auf das MT-LB-Fahrgestell zurück. Das Geschütz wurde im Büro von Fjodor Fjodorowitsch Petrow entwickelt. Dabei wurde die 122-mm-Kanonenhaubitze D-30 für den Einsatz auf der Selbstfahrlafette angepasst. Die ersten vier Prototypen waren im Herbst 1969 bereit und wurden bis 1970 getestet sowie verbessert. Daraufhin wurden Vorserienfahrzeuge für die Truppenerprobung gebaut und getestet. Die Auslieferung der nun als 2S1 in den GRAU-Index aufgenommenen Panzerhaubitze an die Sowjetarmee erfolgte ab 1971. Bis zum Produktionsende im Jahr 1991 wurden rund 10.000 2S1 für die Sowjetarmee und den Export hergestellt. Ebenso erfolgte Lizenzbaue in Polen, Bulgarien und Rumänien.

## Varianten

### Varianten aus der Sowjetunion / Russland
- 2S1 Gwosdika: 1. Serienversion aus dem Jahr 1971.[3]
- 2S1M1 Gwosdika: Nachgerüstete Artilleriesysteme aus dem Jahr 2003. Mit neuer Feuerleitanlage vom Typ ASUNO 1B168-1 und Funkanlage sowie verbesserten Richtmitteln. Kann präzisionsgelenkte Artilleriegranaten vom Typ Kitolow-2 verschießen.[4]
- 2S34: Panzermörser auf dem Fahrgestell der 2S1. Ausgerüstet mit 120-mm-Mörser 2A80-1.

### Varianten außerhalb der Sowjetunion / Russland
- 2S1M Goździk: Lizenzproduktion von Huta Stalowa Wola aus Polen. Mit SW 680T-Dieselmotor sowie verschiedenen Anpassungen/Verbesserungen.
- 2S1T Goździk: Nachrüstprogramm aus Polen. Ausgerüstet mit digitaler Topaz-Feuerleitanlage von WB Electronics.
- Model 89: Lizenzproduktion aus Rumänien. Basiert auf dem MLI-84-Fahrgestell.
- Raad-1: Nachbau aus dem Iran. Basiert auf dem Boragh-Fahrgestell.

## Technik

### Fahrzeug

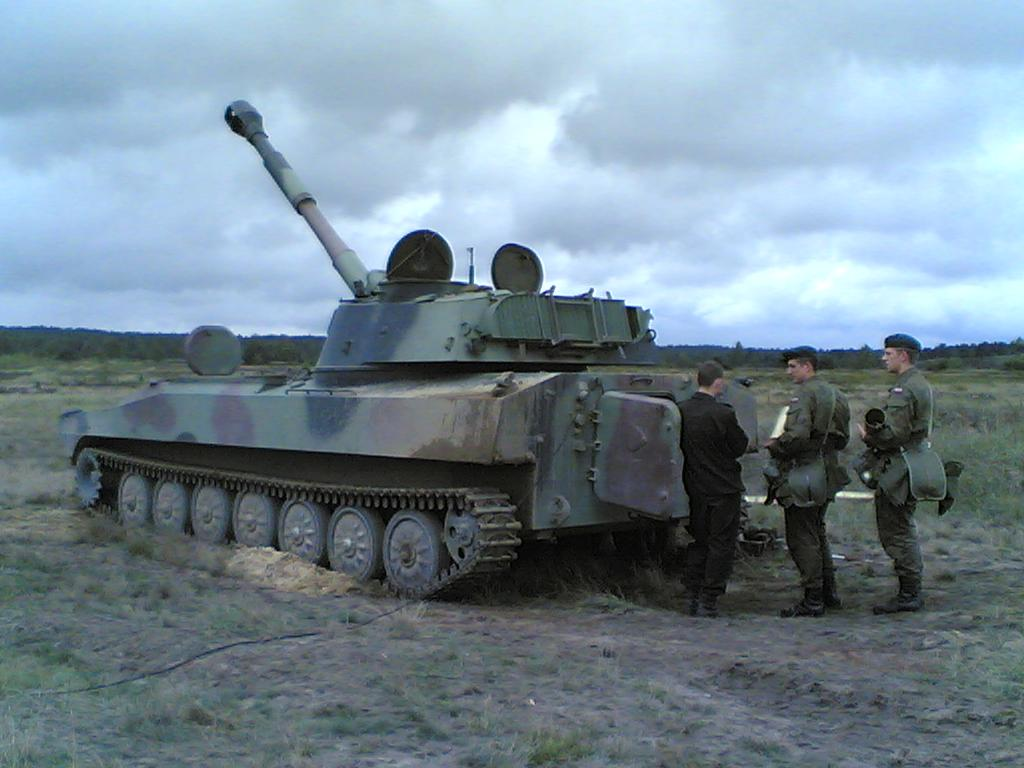
Polnische 2S1

Die Wanne ist aus Panzerstahl mit einer maximalen Materialstärke von 15 mm geschweißt. Auf die Wanne ist im hinteren Bereich der Drehturm für die Kanonenhaubitze aufgesetzt. Die Panzerung der Turmfront ist 20 mm stark. Sie schützt vor Granatsplittern und dem Beschuss aus Infanteriewaffen. Die 2S1 wiegt in gefechtsbereitem Zustand 15,7 Tonnen. Das Fahrzeug ist 7,26 m lang (Geschütz in 12-Uhr-Stellung), 2,85 m breit und 2,73 m hoch. Sie hat ein drehstabgefedertes Laufrollenlaufwerk, das aus sieben doppelt gummibereiften Laufrädern auf jeder Seite besteht, wobei sich das Antriebsrad vorn und das Leitrad hinten befindet. Angetrieben wird das Fahrzeug von einem vorn rechts in der Wanne verbauten JaMZ-238N, 8-Zylinder-4-Takt-Diesel mit Abgas-Turbolader mit 300 PS (221 kW). Der Kraftstoffvorrat beträgt 550 Liter. Das manuell geschaltete Umlaufrädergetriebe hat 5 Vorwärts- sowie 1 Rückwärtsgang.
Die Höchstgeschwindigkeit auf der Straße beträgt 61,5 km/h und im Gelände 30 km/h. Der Fahrbereich beträgt auf der Straße 500 und im Gelände rund 450 km. Das Fahrzeug kann Steigungen von 77 % und 0,7 m hohe Hindernisse überwinden. Die maximal zulässige Querneigung liegt bei 55 % und das Fahrzeug kann Gewässer bis zu einer maximalen Tiefe von 1 m durchfahren. Die Bodenfreiheit beträgt 40 cm und der spezifische Bodendruck liegt bei 0,49 kg/cm². Die Grabenüberschreitfähigkeit beträgt maximal 2,2 m. Das Fahrzeug verfügt über ABC-Schutz und ist schwimmfähig. Dabei muss der 122-mm-Munitionsvorrat auf 25 Granaten reduziert werden. Schwimmend kann sich die 2S1 mit rund 6 km/h fortbewegen. Die 2S1 kann mit Transportflugzeugen vom Typ An-12 „Cub“, An-22 „Cock“, An-124 „Condor“ oder Il-76 „Candid“ luftverlastet werden.
Der Fahrerplatz befindet sich vorne links und der Rest der Besatzung ist im hinteren Teil des Fahrzeuges im Waffenturm untergebracht. Das Auf- und Absitzen der Besatzung erfolgt durch zwei Luken auf dem Waffenturm sowie eine im Fahrzeugheck.
Am Waffenturm ist ein OU-3GA2-Weißlicht- und Infrarotscheinwerfer für die TKN-3B-Nachtsichtoptik angebracht. Weiter sind im Waffenturm die Richtmittel sowie die Visiereinrichtung verbaut. Für indirektes Feuer wird die 1OP40-Visieranlage verwendet und mit dem OP5-37-Zielfernrohr können Ziele im Direktschuss bekämpft werden. Weiter sind im Turm die Feuerleitanlage mit Kreiselkompass sowie die Funkgeräte R-123M und R-124 verbaut.

### Geschütz
Im Waffenturm ist die 122-mm-Haubitze 2A31 (D-32) verbaut. Dies ist eine abgeänderte Ausführung der 122-mm-Haubitze D-30 (2A18) mit 38 Kaliberlängen (L/38) und einem Rauchabsauger. Der Seitenrichtbereich des Waffenturmes beträgt 360° und der Höhenrichtbereich der Haubitze liegt bei −3 bis +70°. Bei der Rohrwiege sind am Geschützrohr zwei hydropneumatische Rohrbremsen und Rohrvorholer montiert. Etwa in der Mitte des Geschützrohres ist ein Rauchabsauger verbaut. Am Rohrende ist eine Zweikammer-Mündungsbremse angebracht, die den Rückstoß mindert. Das Geschütz verwendet einen vertikalen Keilverschluss. Am Geschütz ist eine halbautomatische Ladehilfe montiert. Diese verwendet einen hydraulischen Ketten-Ladestock (Ketten-Stampfer bzw. Förderstempel). Nachdem der Ladeschütze ein Geschoss in die Ladehilfe gelegt hat, wird diese ins Rohr gesetzt. Danach wird die Treibladungskartusche in die Ladehilfe gelegt und zugeführt. 
Im Turm und im Fahrzeugheck sind 40 Geschosse und Treibladungskartuschen gelagert. In der Regel werden 32 Sprenggranaten, 6 Rauch/-Brandgranaten sowie 2 flügelstabilisierte Hohlladungs-Granaten mitgeführt.
Mit der Ladehilfe ist kurzzeitig eine Schussfolge von 6–8 Schuss pro Minute möglich. Für anhaltendes Feuer ist eine Schussfolge 2–3 Schuss pro Minute möglich. Mit der 2S1 können innerhalb einer Stunde rund 75 Schuss abgefeuert werden.

## Munition
Die 2S1 verwendet dieselbe Munition wie die 122-mm-Haubitze D-30 (2A18). Dabei kommt halbgetrennte Munition mit Kartuschen aus Messing zur Anwendung. Die Kartuschen werden vor dem Ladevorgang mit Treibladungsbeuteln bestückt. Beim Ladevorgang wird die beladene Kartusche auf das Geschoss aufgesteckt. Nach der Schussabgabe wird die leere Kartusche automatisch ausgeworfen und kann neu beladen werden. Für die 2S1 steht eine breite Munitionspalette zur Verfügung (siehe Munition für die 122-mm-Kanonenhaubitze D-30). Mit der Standard-Sprenggranate 3OF24 wird eine Schussdistanz von 15,2 km erreicht. Mit der 3OF20-Sprenggranate mit Raketenantrieb beträgt die maximale Schussdistanz 21,9 km. Mit der präzisionsgelenkten Artilleriegranate vom Typ Kitolow-2 beträgt die Schussdistanz 14 km.

## Gefechtsgliederung
Die 2S1 kam innerhalb der Sowjetarmee in den Artillerieregimentren der Panzerdivisionen und motorisierten Schützendivisionen zum Einsatz. Einer Panzerdivision waren 72 und einer mot. Schützendivision 36 2S1 zugeteilt. Daneben wurde die 2S1 auch in der Divisionsartillerie bzw. in der Divisionsartilleriegruppe dieser Truppen eingesetzt. Bei den russischen Streitkräften sind den mot. Schützendivisionen und Panzerdivisionen vier Abteilungen mit insgesamt 54–72 2S1 zugeteilt. Daneben wird die 2S1 auch in Bataillonskampfgruppen verwendet.

## Kampfeinsätze
Das Geschütz wird im Russisch-Ukrainischen Krieg von beiden Seiten eingesetzt. Laut dem Oryx-Blog gingen mit Stand Februar 2025 mindestens 171 Geschütze der Ukraine und mindestens 143 Geschütze Russlands verloren.

## Nutzerstaaten
- Algerien – 150
- Angola – 10 (aus slowakischen Beständen)
- Aserbaidschan – 68 (z. T. aus ukrainischen Beständen)
- Armenien – 12
- Ägypten – 76
- Äthiopien – unbekannte Anzahl (aus russischen Beständen)
- Belarus – 239
- Bosnien und Herzegowina – 5
- Bulgarien – 692
- Demokratische Republik Kongo – 6 (aus ukrainischen Beständen)
- Deutsche Demokratische Republik – 374
- Eritrea – 32 (z. T. aus bulgarischen Beständen)
- Finnland – 81 (z. T. aus DDR-Beständen) (lokale Bezeichnung PsH 74)
- Georgien – 48 (z. T. aus tschechischen Beständen)
- Irak – 150
- Iran – 20 plus Variante Raad-1
- Jemen – 50 (aus russischen Beständen)
- Kasachstan – 60
- Kirgisistan – 18
- Kroatien – 8
- Kuba – 40
- Libyen – 130
- Polen – 533
- Republik Kongo – 9 (aus Bulgarien und der Ukraine)
- Moldau – unbekannte Anzahl
- Rumänien – 6 und 34 Modell 89
- Russland – 2.600 (ursprünglich rund 6.000 Stk. in Bestand)
- Serbien – 75
- Simbabwe – 12
- Slowakei – 49
- Slowenien – 8
- Sudan – 56 (aus ukrainischen Beständen)
- Südsudan – unbekannte Anzahl (aus russischen Beständen)
- Syrien – 500 (z. T. aus Bulgarien)
- Tadschikistan – 3 (aus russischen Beständen)
- Togo – 6 (aus Bulgarien)
- Tschad – 10 (aus Bulgarien)
- Tschechien – 100
- Turkmenistan – 40
- Ukraine – 660 (Januar 2022)
- Ungarn – 153
- Usbekistan – 18 (aus russischen Beständen)
- Uruguay – 12 (aus tschechischen Beständen)
- Vietnam – unbekannte Anzahl

Quellen: